# O Gudh! tu wast i fordom tijd
O Gudh! tu wast i fordom tijd är en svensk bönepsalm skriven av Jesper Swedberg. Psalmen är skriven arvprinsen av Sverige.

## Publicerad i
- Den svenska psalmboken 1694 som nummer 378 under rubriken "En Arfprints Böne Psalm".
- 1695 års psalmbok som nummer 321 under rubriken "En Arfprints Böne-Psalm".[1]